# Imitation of Christ
Pour plus de détails, voir Fiche technique et Distribution.
Imitation of Christ est une comédie dramatique expérimentale américaine réalisée par Andy Warhol et sortie en 1967.
Le titre de ce film est tiré de L'Imitation de Jésus-Christ, un guide spirituel écrit au quinzième siècle par l'auteur mystique néerlandais Thomas a Kempis (1390-1471).

## Synopsis
Il s'agit d'une comédie dramatique réaliste sur un beau jeune homme appelé Son, silencieux et lunatique, qui passe beaucoup de temps dans sa chambre avec la bonne de la famille, qui le nourrit de céréales, lui caresse les cheveux et lui fait la lecture de L'Imitation de Jésus-Christ. Ailleurs dans la maison familiale, le père et la mère du jeune homme se couchent et se disputent à propos de Son, essayant d'analyser ce qui ne va pas chez lui, tout en admettant leur attirance physique pour lui et en se lamentant sur leurs propres vies tristes. Son se dispute également avec sa petite amie, pour des raisons mineures, dans sa maison. Le film est entrecoupé de scènes extérieures où Son déambule dans les rues de San Francisco en compagnie d'un clochard.

## Fiche technique
- Titre original anglais : Imitation of Christ
- Réalisation : Andy Warhol
- Société de production : Filmmakers Distribution Center
- Pays de production :  États-Unis
- Langue originale : anglais américain
- Format : couleurs - 1,33:1 - Son mono - 35 mm
- Durée : 408 minutes / 105 minutes
- Genre : comédie dramatique érotique
- Dates de sortie :
  - États-Unis : 25 août 1967

## Distribution
- Brigid Berlin (alias « Brigid Polk ») : la mère
- Ondine (en) : le père
- Pat Close (en) : le fils
- Nico : la servante
- Taylor Mead : le clochard
- Andrea Feldman (en) : la petite amie du fils

## Production
Andy Warhol a tourné seize bobines de 32 minutes pour tous les plans intérieurs (avec tous les acteurs à l'exception de Taylor Mead) en janvier 1967 dans une maison de Hollywood Hills appelée le Château (que Warhol louait pour ses visites à Los Angeles). Les séquences extérieures avec Pat Close (en) et Taylor Mead ont été filmées dans les parcs et les rues de San Francisco en mai 1967.
Une version longue du film (480 minutes) a été présentée en novembre 1967, puis retirée de la circulation. La version longue a été considérée perdue pendant de nombreuses années, avant d'être retrouvée au début des années 2000. En décembre 1967, l'intégralité du film de huit heures est apparue en tant que segment d'un autre film de Warhol, le film de 25 heures Four Stars****). Fin 1969, Andy Warhol et Paul Morrissey ont condensé les huit heures de Imitation of Christ en 105 minutes et l'ont ressorti sous le même nom.
Des extraits d'Imitation of Christ ont également été inclus dans le film Pie in the Sky: The Brigid Berlin Story, un documentaire de 75 minutes sur la vie de l'actrice Brigid Berlin (Brigid Polk), réalisé par Vincent Fremont (en) et Shelly Dunn Fremont, produit par Vincent Fremont Enterprises et sorti le 7 septembre 2000.

## Accueil critique
La sortie initiale du film a suscité beaucoup d'éloges, Warhol étant qualifié d'« équivalent de Victor Hugo », mais le fait que le film n'ait pas été diffusé après cette première, si ce n'est sous une forme abrégée, a été très critiqué.